# Номинализам
Номинализам је учење средњовековне филозофије (код проблема универзалија) по коме постоје и примарне су само појединачне ствари, а општи појмови и опште идеје су само мисаоне творевине и имена за појединачне ствари. У „проблему универзалија“ супротно од номинализма је реализам. Реч је латинског порекла.

## Релевантни чланци
- Филозофија
- Средњовековна филозофија